# Нові Щелкани
Нові Щелка́ни (рос. Новые Щелканы, чув. Çĕнĕ Шулхан) — присілок у складі Урмарського району Чувашії, Росія. Входить до складу Кудеснерського сільського поселення.
Населення — 96 осіб (2010; 108 у 2002).
Національний склад:
- чуваші — 100 %